# Alyssum pulvinare
Alyssum pulvinare là một loài thực vật có hoa trong họ Cải. Loài này được Velen. mô tả khoa học đầu tiên năm 1890.